# Boris Lennerhov
Ulf Willy Boris Lennerhov, född 16 november 1955 i Lindås, är styrelseordförande för varuhuset Gekås i Ullared.
Lennerhov var VD för Gekås i Ullared år 2000-2014 samt  från november 2017 till 1 januari 2021. Lennerhov är bosatt i Båstads kommun och son till Håkan Gustafsson (född 1929) och Anna-Lisa Gustafsson (född 1933). Efter valet 2014 valdes Lennerhov till ordförande för Falkenbergs Stadshus AB, kommunens moderbolag. Han representerar Moderaterna.
2017 blev Boris Lennerhov utsedd till Årets Falkenbergare.

## Utmärkelser
- H.M. Konungens medalj i guld av 8:e storleken i Serafimerordens band (2019) för betydande insatser inom svenskt näringsliv.[5]